# 52-й важкий бомбардувальний авіаційний полк (РФ)
52-й важкий бомбардувальний авіаційний полк (52 ВБАП, в/ч 33310) — авіаційний полк у складі ВПС Росії. Дислокується на аеродромі Шайківка, у селищі Шайківка, Калузька область.
У 2022 році брав участь у вторгненні Росії до України. За даними українських джерел, у червні 2022 року його льотчики завдали удару ракетою Х-22 по торговому центру в Кременчуці, внаслідок якого загинули десятки мирних жителів.

## Історія
Полк був створений 4 жовтня 1944 року, через постанову Державного комітету оборони на базі 251-го важкого бомбардувального авіаційного полку і 902-ї важкої бомбардувальної дивізії 10-ї Повітряної армії Далекосхідного фронту.

### Російське вторгнення 2022 року
27 червня 2022 року від удару по торговельному центру в Кременчуці ракетою Х-22 загинуло близько 20 осіб, понад 60 поранених та близько 40 осіб зникли безвісти. В ударі звинувачувалися льотчики 52-го гвардійського важкого бомбардувального авіаційного полку.
14 серпня 2022 року ГУР МОУ повідомило, що екіпажі літаків, які здійснювали пуски ракет, збирають документальні підтвердження отриманих ними наказів. Ці документи вони надалі планують передати до міжнародного трибуналу над керівництвом РФ.
14 січня 2023 року ракета Х-22 зруйнувала житловий 9-поверховий будинок, там загинуло мінімум 46 людей, включаючи сімох українських дітей. Геннадій Корбан оголосив винагороду у розмірі 25 000 у. е. за правдиві ім'я та адресу проживання російського військового з 52-го полку з позивними 42492, який випустив ракету.
19 квітня 2024 року літак авіаполку Ту-22М3 з бортовим номером 11 вилетів з північно-кавказької авіабази «Моздок» до станиці Кущевської в Краснодарському краї, на рубіж пуску крилатих ракет Х-22 по території України. Зенітні ракетні підрозділи Повітряних сил ЗСУ у взаємодії з ГУР МОУ збили літак, він впав та згорів в районі м. Ставрополя. Екіпаж: майор Колесніков С.А. (командир корабля), капітан Скрябічев О.В. (штурман), капітан Кононов А.Ю. (помічник командира корабля), старший лейтенант Грушанін А.О. (штурман-оператор). Екіпаж скористувався катапультуванням, але вижили з них лише двоє: Колесніков та Скрябічев.

## Склад
На озброєнні: 3 Ту-22М3 «Гефест», 15 Ту-22М3 (за іншими даними в полку 1445 осіб та 27 Ту-22М3 всіх модифікацій).

## Командири
- (???—2021) Вадим Белослюдцев, загинув у березні 2021 року[11]
- (з 2021) Тимошин Олег Євгенович, (нар. 21.06.1971)[12][13][12]